# قط مسطح الرأس
القط مسطح الرأس (الاسم العلمي: Prionailurus planiceps) هو قط بري صغير موئله الأصلي شبه جزيرة الملايو وبورنيو وسومطرة. يعتبر من الأنواع المهددة بالانقراض حيث يوجد أقل من 2500 فرد منها في البرية. القط مسطح الرأس مدرج في القائمة الحمراء للأنواع المهددة بالانقراض منذ سنة 2008.